# Peter Pokai
Peter Alfred Charles Pokai (Wellington, 24 agosto 1965) è un ex cestista neozelandese.

## Carriera
Con la Nuova Zelanda ha partecipato ai Campionati mondiali del 1986 e ai Giochi olimpici di Sydney 2000.